# Olympische Sommerspiele 2024/Schwimmen – 200 m Brust (Männer)
Der Schwimmwettkampf über 200 Meter Brust der Männer bei den Olympischen Spielen 2024 in Paris wurde am 30. und 31. Juli 2024 in der Paris La Défense Arena ausgetragen. Titelverteidiger war der Australier Zac Stubblety-Cook, der in Tokio seine bisher einzige olympische Goldmedaille gewann.

## Rekorde
Vor Beginn der Olympischen Spiele waren folgende Rekorde gültig:
| Weltrekord         | Qin Haiyang        | 2:05,48 min | Fukuoka | 28. Juli 2023 |
| Olympischer Rekord | Zac Stubblety-Cook | 2:06,38 min | Tokio   | 29. Juli 2021 |

## Titelträger
| Olympische Spiele 2020       | Zac Stubblety-Cook | 2:06,38 min | Tokio             |
| Weltmeisterschaften 2024     | Dong Zhihao        | 2:07,94 min | Doha              |
| Afrikaspiele 2023            | Jaouad Syoud       | 2:14,82 min | Accra             |
| Panamerikanische Spiele 2023 | Jacob Foster       | 2:10,71 min | Santiago de Chile |
| Asienspiele 2022             | Qin Haiyang        | 2:07,03 min | Hangzhou          |
| Europameisterschaft 2022     | James Wilby        | 2:08,96 min | Rom               |
| Pazifikspiele 2023           | Tasi Limtiaco      | 2:23,98 min | Honiara           |

## Qualifikation
Als Olympische Normzeit (OQT) wurde eine Zeit von 2:09,68 Minuten festgelegt. Athleten die diese Zeit im Qualifikationszeitraum (1. März 2023 bis 23. Juni 2024) erreichen dürfen an den Start gehen. Die Anzahl der Athleten ist auf maximal zwei pro NOK beschränkt. Darüber hinaus werden weitere Plätze an Schwimmer vergeben, die die Olympische Basiszeit (OCT) von 2:10,33 Minuten geschwommen sind (maximal ein Schwimmer pro NOK). Über Universalstartplätze besteht eine weitere Chance für die Teilnahme, auch für Athleten die keine der beiden Normzeiten schwimmen konnten.

## Ergebnisse

### Vorläufe
Die schnellsten 16 Athleten qualifizierten sich für das Finale.
| Rang | Lauf | Bahn | Athlet             | Nation             | Zeit        | Anmerkung       |
| ---- | ---- | ---- | ------------------ | ------------------ | ----------- | --------------- |
| 1    | 4    | 7    | Cho Sung-jae       | Südkorea           | 2:09,45 min | Q               |
| 2    | 3    | 4    | Zac Stubblety-Cook | Australien         | 2:09,49 min | Q               |
| 3    | 4    | 5    | Léon Marchand      | Frankreich         | 2:09,55 min | Q               |
| 4    | 3    | 3    | Caspar Corbeau     | Niederlande        | 2:09,78 min | Q               |
| 5    | 3    | 5    | Ippei Watanabe     | Japan              | 2:09,86 min | Q               |
| 6    | 4    | 3    | Dong Zhihao        | China              | 2:09,91 min | Q               |
| 7    | 2    | 5    | Yu Hanaguruma      | Japan              | 2:10,35 min | Q               |
| 7    | 3    | 2    | Erik Persson       | Schweden           | 2:10,35 min | Q               |
| 9    | 4    | 2    | Anton McKee        | Island             | 2:10,36 min | Q               |
| 10   | 3    | 6    | Josh Matheny       | Vereinigte Staaten | 2:10,39 min | Q               |
| 11   | 2    | 4    | Matthew Fallon     | Vereinigte Staaten | 2:10,49 min | Q               |
| 12   | 4    | 6    | Arno Kamminga      | Niederlande        | 2:10,53 min | Q, WD           |
| 13   | 2    | 2    | Ljubomir Epitropow | Bulgarien          | 2:10,59 min | Q               |
| 14   | 2    | 3    | Joshua Yong        | Australien         | 2:10,68 min | Q               |
| 15   | 4    | 4    | Qin Haiyang        | China              | 2:10,98 min | Q               |
| 16   | 3    | 1    | Denis Petraschow   | Kirgisistan        | 2:10,99 min | Q               |
| 17   | 3    | 7    | Miguel de Lara     | Mexiko             | 2:11,16 min | Q (nachgerückt) |
| 18   | 2    | 6    | Matti Mattsson     | Finnland           | 2:11,18 min |                 |
| 19   | 2    | 7    | Aleksas Savickas   | Litauen            | 2:11,53 min |                 |
| 20   | 4    | 1    | Jan Kałusowski     | Polen              | 2:11,87 min |                 |
| 21   | 4    | 8    | Daniils Bobrovs    | Lettland           | 2:13,66 min |                 |
| 22   | 1    | 5    | Tyler Christianson | Panama             | 2:15,62 min |                 |
| 23   | 2    | 1    | Amro Al-Wir        | Jordanien          | 2:15,78 min |                 |
| 24   | 1    | 4    | Julio Horrego      | Honduras           | 2:18,91 min |                 |
| 25   | 1    | 3    | Saud Ghali         | Bahrain            | 2:22,51 min |                 |

### Halbfinale
Die schnellsten 8 Athleten qualifizierten sich für das Finale.
| Rang | Lauf | Bahn | Athlet             | Nation             | Zeit        | Anmerkung |
| ---- | ---- | ---- | ------------------ | ------------------ | ----------- | --------- |
| 1    | 2    | 5    | Léon Marchand      | Frankreich         | 2:08,11 min | Q         |
| 2    | 1    | 4    | Zac Stubblety-Cook | Australien         | 2:08,57 min | Q         |
| 3    | 1    | 3    | Dong Zhihao        | China              | 2:08,99 min | Q         |
| 4    | 1    | 5    | Caspar Corbeau     | Niederlande        | 2:09,52 min | Q         |
| 5    | 2    | 3    | Ippei Watanabe     | Japan              | 2:09,62 min | Q         |
| 6    | 1    | 2    | Josh Matheny       | Vereinigte Staaten | 2:09,70 min | Q         |
| 7    | 2    | 6    | Yu Hanaguruma      | Japan              | 2:09,72 min | Q         |
| 8    | 1    | 1    | Joshua Yong        | Australien         | 2:09:89 min | Q         |
| 9    | 2    | 1    | Ljubomir Epitropow | Bulgarien          | 2:09,93 min |           |
| 10   | 2    | 7    | Matthew Fallon     | Vereinigte Staaten | 2:09,96 min |           |
| 10   | 2    | 8    | Qin Haiyang        | China              | 2:09,96 min |           |
| 12   | 2    | 4    | Cho Sung-jae       | Südkorea           | 2:10,03 min |           |
| 13   | 1    | 6    | Erik Persson       | Schweden           | 2:10,11 min |           |
| 14   | 1    | 8    | Denis Petraschow   | Kirgisistan        | 2:10,19 min |           |
| 15   | 2    | 2    | Anton McKee        | Island             | 2:10,42 min |           |
| 16   | 1    | 7    | Miguel de Lara     | Mexiko             | 2:11,28 min |           |

### Finale
| Rang | Bahn | Athlet             | Nation             | Zeit        | Anmerkung |
| ---- | ---- | ------------------ | ------------------ | ----------- | --------- |
| 1    | 4    | Léon Marchand      | Frankreich         | 2:05,85 min | OR, ER    |
| 2    | 5    | Zac Stubblety-Cook | Australien         | 2:06,79 min |           |
| 3    | 6    | Caspar Corbeau     | Niederlande        | 2:07,90 min |           |
| 4    | 3    | Dong Zhihao        | China              | 2:08,46 min |           |
| 5    | 1    | Yu Hanaguruma      | Japan              | 2:08,79 min |           |
| 6    | 2    | Ippei Watanabe     | Japan              | 2:08,83 min |           |
| 7    | 7    | Josh Matheny       | Vereinigte Staaten | 2:09,52 min |           |
| 8    | 8    | Joshua Yong        | Australien         | 2:11,44 min |           |